# Cột mốc 23
Cột mốc 23 là phim điện ảnh kinh dị, tâm lý của Việt Nam do đạo diễn Nguyễn Quốc Duy thực hiện. Phim được công chiếu vào năm 2011. Cột mốc 23 có sự tham gia của nhiều diễn viên tên tuổi như Huy Khánh, Quốc Cường, Võ Thành Tâm, Phi Thanh Vân, Thân Thúy Hà... phim cũng có sự góp mặt của người mẫu Bảo Trúc với hai diễn viên hài Tiết Cương và Trung Dân.

## Nội dung
Phim xoay quanh cô gái trẻ tên Nhã Trang vừa xinh đẹp vừa thành đạt. Sau một sai sót của bác sĩ, cô hiểu nhầm là bản thân bị bệnh nan y và sắp chết. Cô về sống tại một vùng nông thôn xa xôi hẻo lánh với hi vọng tìm được bình yên trước khi lìa đời. Không lâu sau đó, nhiều chuyện kinh dị lạ lùng trong vùng bỗng xảy đến với cô, Nhã Trang rất sợ nhưng cô vẫn cố gắng tìm hiểu và đối phó với nó.

## Diễn viên
- Bảo Trúc vai Nhã Trang
- Quốc Cường vai Nguyên, thợ chụp ảnh khỏa thân
- Huy Khánh vai Quynh, chủ quán thịt chó
- Diễm Châu vai Hoa, em gái của Quynh
- Võ Thành Tâm vai Quân, người yêu của Nhã Trang
- Phi Thanh Vân vai Xuyên
- Tiết Cương vai Thám tử tư
- Trung Dân vai Thầy pháp
- Thân Thúy Hà vai Người đàn bà ma
- Mạnh Hùng vai Người đàn ông ma
- Quốc Thuận vai Bác sĩ Mạnh Linh
- Hoàng Thành vai Bác sĩ Thành
- Mạc Anh Thư vai Cô gái định tự tử
- NSND Thanh Vy vai Sư cô
- Hồng Sáp vai Bà thầy bói

## Sản xuất
Đạo diễn Nguyễn Quốc Duy cho biết, bộ phim Cột mốc 23 được anh chỉnh sửa và triển khai từ một truyện ngắn anh viết từ trước, mang tên Ớt đỏ. Đạo diễn nói: "Phim không tập trung vào yếu tố kinh dị, dù vậy sẽ mang hơi hướm của dòng phim liêu trai. Ngoài ra, yếu tố hài và lãng mạn không thể thiếu".

## Nhạc phim
- Em Kể Anh Nghe

Sáng tác: Nguyễn Hải Phong
Trình bày: Linh Phi